# 文塔河
文塔河是位于立陶宛和拉脱维亚境内的一条河流，全长346公里。
文塔河发源于立陶宛希奥利艾县库尔申艾，流经的主要城市有马热伊基艾和库尔迪加，最终在文茨皮尔斯注入波罗的海。
55°45′16″N 22°31′08″E / 55.754517°N 22.518973°E